# Miroslav Dešković
Miroslav Dešković (Split, 28. siječnja 1907. – Gati kod Omiša, 3. listopada 1943.) je bivši hrvatski nogometaš.
Karijeru je započeo u Borcu iz Splita, dok je od 1925. do 1939. nosio dres Hajduka u 369 utakmica. Također je postigao i 19 zgoditaka. S Hajdukom je osvojio prva dva naslova prvaka 1927. i 1929. godine.
Za reprezentaciju Jugoslavije odigrao je jednu utakmicu i to protiv izabrane vrste Poljske u Poznanu 1931. godine (6:3).
Poginuo je 1943. godine u drugom svjetskom ratu.  u Gatama kraj Omiša.
Statistika u Hajduku
| Natjecanje        | Nastupi | Zgoditci |
| ----------------- | ------- | -------- |
| Prvenstvo         | 94      | 11       |
| Kup               | 9       | 0        |
| Superkup          | 0       | 0        |
| Međunarodne       | 2       | 0        |
| Splitski podsavez | 30      | 2        |
| Ukupno            | 135     | 13       |
| Prijateljske      | 228     | 6        |
| Sveukupno         | 363     | 19       |

Prvi mu je službeni nastup u proljetnom prvenstvu Splitskog podsaveza protiv splitskog Borca 24. siječnja 1926., koju je Hajduk dobio s 0:1. pogotkom Ljube Benčića.